# روشكليف (دائرة انتخابية في المملكة المتحدة)
روشكليف (بالإنجليزية: Rushcliffe)‏ هي إحدى الدوائر الانتخابية في المملكة المتحدة الممثلة في مجلس العموم في برلمان المملكة المتحدة.
عضو البرلمان الذي يمثلها حالياً هو :Rt Hon Kenneth Clarke QC (Con).